# 生きる意志
生きる意志（いきるいし、ドイツ語: Wille zum Leben 、英語: will to live）は、ドイツの哲学者アルトゥール・ショーペンハウアーによって展開された概念で、本能的な行動を駆り立て、人間の存在において終わりのない満たされることのない努力を引き起こす、非合理的な「無意識で盲目的な絶え間ない衝動」を表している。
この概念は心理学で使われる、生命を脅かす状況下で生き残る意志（will to survive、生存本能）の概念とは対照的である。 ショーペンハウアーの生きる意志の概念は、より広く「耐え、繁殖し、繁栄する動物的な力」として理解されている 。
生きる意志と、実存的、心理的、社会的、身体的な苦痛の原因との間には、有意な相関関係がある。 原因不明の臨死体験を乗り越えた人の多くは、生きる意志が生存の直接的な要因であると述べている 。 生きたい願望と死にたい願望の違いも、自殺の危険因子である 。

## 概念
心理学では、生きる意志とは自己保存の原動力であり、通常は自分の生活状態が将来改善されることへの期待と結びついている。 生きる意志は、我々が生き続けるために、そしてできるだけ長く生き続けるために、なぜ私たちが行動するのかを理解しようとするときに重要な概念である。これは、死の間際でもなお生き残ろうとする衝動、または単に人生を続ける意味を見つけようとしている人に関係しているかもしれない。
一部の研究者は、そのような恐ろしくおぞましい経験をしてきた中で人生の意味や目的を知るに至った人は、そのような経験に打ちひしがれてしまう人よりもうまくやっているように見えることが多いと述べている。毎日、人々は数え切れないほど多くの種類の嫌な経験をしており、その中には士気をくじくもの、傷つくもの、悲劇的なものなどがある。このような状況で生きる意志を維持するものは何なのかという疑問は依然として解決されていない。生きる意志を伴う経験をしたと主張する人々は、その背後にそれぞれの理由を持っている。

## 背景
生きる意志は人間の非常に基本的な衝動であると考えられているが、必ずしも主要な原動力ではない。
心理療法において、ジークムント・フロイトは、人が快楽を求め、苦痛を避けることを快楽原則と名付けた。第二次大戦を強制収容所で過ごしたヴィクトール・フランクルは、ロゴセラピーと呼ばれる心理療法を開発した。これは「意味への意志」に焦点を当てた療法と翻訳できる。アブラハム・マズローの自己実現理論は、愛と帰属に対する人間の生来の欲求を強調しているが、その前段階に、生きる意志という非常に基本的で強力な意志がある。心理学者は、人間というものが目標志向の種であることを証明した。生きる意志を評価する際には、同時に存在する他の衝動の相対的な強さによって、生きる意志が増強されたり、減少したりする可能性があることを念頭に置くべきである。
心理学者は一般的に、生きる意志、快楽への意志、優越への意志、つながりへの意志があることに同意している 。また、アイデンティティへの意志、あるいは意味のある個人的な反応を確立することと呼べるものに関しても、通常、関心の向きはさまざまである。生きる意志は、それがなければ他の衝動を満たすことができない基盤である。
しかし、これは、他のすべての衝動を駆り立てる共通点がすべての生き物に存在する可能性を見落としている。

## 自己保存との類似点
自己保存は生物の生存を確実にする行動である。 痛みと恐怖はこのメカニズムの不可欠な部分である。痛みは、個人が有害な状況から撤退し、傷ついた体の部分を治癒するまで保護し、将来同様の経験を避けるように動機付けるものである。 ほとんどの痛みは、痛みの刺激が取り除かれ体が治癒するとすぐに解消するが、刺激が取り除かれ体が治癒したように見えても痛みが持続する場合があり、また、検出可能な刺激、損傷、または疾患がないにもかかわらず痛みが発生する場合もある。 恐怖は生物に安全を求める原因となり、アドレナリンの放出を引き起こす可能性があり、アドレナリンには筋力の増強や、聴覚、嗅覚、視覚などの感覚の鋭敏化の効果がある。自己保存は、感情的なトラウマが心を歪めるのを防ぐために必要な対処メカニズムに関して比喩的に解釈されることもある（防衛機制を参照）。
最も単純な生物（例えば単細胞細菌）でさえ、通常は強い選択圧を受けており、有害な環境が存在する場合にはそれを回避する反応を進化させようとする。生物はまた、無害な環境に適応しながら（さらには繁栄しながら）進化する（例えば海綿動物は、栄養素をよりよく吸収し処理するために、電流の変化に応じてその構造を変更する）。したがって、自己保存は生命のほぼ普遍的な特徴である。しかし、新たな脅威にさらされると、多くの種は、その特定の脅威に対処するには特化しすぎた、あるいは十分に特化していない自己保存反応を示すことになる。一例はドードーで、天敵の不在下で進化したため、人間やネズミによる激しい捕食に対する適切で一般的な自己保存反応を欠いており、それらを恐れなかった。

## 相関関係
「実存的、精神的、社会的、そして程度は低いが身体的変数は、生きる意志と高い相関関係にある」有意に相関することがわかった実存的問題には、絶望、死への願望、自尊感情、他者への負担などがある。強く相関することがわかった精神的問題には、うつ病、不安、集中力の欠如などがある。最も強い相関を示した身体的な問題は、食欲と外見であったが、これほど一貫した相関は見られなかった。時間の経過とともに変化する生きる意志の主な4つの予測変数は、不安、息切れ、うつ病、幸福感であり、これらは他の変数予測変数とも相関している。家族、友人、医療提供者からのサポートやサポートに対する満足度など、社会的変数と生活の質の尺度は、生きる意志と有意に相関することが示されている。
生きる意志に関する調査結果は、死が近づくにつれて心理的変数が変動の身体的媒介因子に置き換わることを示唆している。生きる意志はまた、非常に不安定であることが証明されている。

## 研究
生きる意志の理論を検証する研究がいくつか行われている。これらの研究は焦点が異なっているものの、高齢者や末期患者に関するものを中心に、人口統計によって異なる生きる意志を広く理解しようとするものである。2005年に実施された研究では、高齢の参加者に生きる意志を評価するよう求め、このデータを経時的に追跡している。その結果、生きる意志が高い、または安定していると回答した人は、生きる意志が弱いと回答した人よりも一般的に長生きすることが判明した。さらに、この研究では、女性は一般的に男性よりも人生を変えるような、または生命を脅かす状態や状況に対処する能力が高いと指摘された。しかし、参加者の健康状態が安定していない可能性があり、明確な結論を出すにはさらなる研究が必要であることも示唆されている。それ以前の 2002年に実施された研究では、末期がん患者を対象にこの考えを検証したが、参加者のほとんどが高齢者であった。生きる意志が強い人は、生きる意志が中程度の人よりも早く死ぬか、同じくらい長く生きる可能性がある。著者らはさらに、この理論を他の末期疾患や異なる年齢層で検証するさらなる研究が必要であると指摘した。事例的証拠はまた、個人の生きる意志と虐待を含むトラウマ的な状況での生存との間に相関関係があることを示唆されている。
第二次世界大戦とホロコーストは、この具体的な例であり、多くの人々が強制収容所で何年も栄養失調と虐待を生き延び、生き残るための重要な要素として生きる意志を挙げている。2003年に実施された研究では、前向きな考え方（つまり、自分の将来や人生全般に対して前向きな見通しを持つこと）が、健康上の合併症や病気のリスクを下げる可能性があることが示唆された。この研究では、より前向きな見通しを持つ女性は特定のインフルエンザ株に対する抗体をより多く持つ可能性が高く、これは一般的に、否定的な見通しを持つ女性よりも免疫システムが強いことを示唆していると仮定されている。
さらなる事例的な証拠は、死亡記録の定量的分析を通じて見つけることができ、それは一貫して多くの人が主要な休日の直後に亡くなることを示し、人々が休日（または他の場合には誕生日）まで生きる意志を持ち、その後すぐに亡くなることを示唆している。